# Rosyjski Ogólnonarodowy Ruch Ludowo-Państwowy
Rosyjski Ogólnonarodowy Ruch Ludowo-Państwowy (ros. Российское Общенациональное Народно – Державное Движение, RONDD) – rosyjska emigracyjna organizacja polityczna w pierwszych latach po zakończeniu II wojny światowej
Organizacja została utworzona w 1948 r. z inicjatywy Jewgienija N. Arcjuka, b. wojskowego Rosyjskiej Armii Wyzwoleńczej (ROA). Działała na terytorium zachodnich Niemczech i USA. W jej skład weszli młodzi rosyjscy emigranci z okresu międzywojennego. Organem prasowym było pismo "Державный клич", potem "Воля народа", a ostatecznie "Набат". Kładziono w nich nacisk na walkę z judeo-komunizmem i masonerią. Zwalczano Narodowy Związek Pracujących (NTS), uważając go za agenturę wpływów komunistycznych. Chciano zjednoczyć prawicowe organizacje niemieckie i rosyjskie. Kierownictwo organizacji powołało Fundusz Patriotyczny, wydawało publikacje w ramach serii "Библиотечка народного державника" (m.in. "Еврейский вопрос", "Национальный вопрос"). RONDD odwoływał się do haseł manifestu praskiego Komitetu Wyzwolenia Narodów Rosji (KONR), który wiązało z ideami rewolucji lutowej 1917 r. Zamierzano powtórzyć pomysł zwołania zjazdu prawicowych środowisk drugiej emigracji rosyjskiej na wzór zjazdu monarchistycznego w Reihengall na przełomie maja/czerwca 1921 r. Jewgienij N. Arcjuk we wczesnym okresie rządów Nikity S. Chruszczowa odwiedził ZSRR. Doprowadziło to do pojawienia się oskarżeń pod jego adresem jako sowieckiego agenta. W tej sytuacji działalność RONDD wkrótce zamarła.